# Mongólia a 2022. évi téli olimpiai játékokon
Mongólia a kínai Pekingben megrendezett 2022. évi téli olimpiai játékok egyik részt vevő nemzete volt. Az országot az olimpián 1 sportágban 2 sportoló képviselte, akik érmet nem szereztek.

## Sífutás
Távolsági
Férfi
| Versenyző              | Versenyszám | Idő     | Helyezés |
| ---------------------- | ----------- | ------- | -------- |
| Batmönkhiin Achbadrakh | 15 km       | 43:29,9 | 65.      |

Női
| Versenyző               | Versenyszám | Idő     | Helyezés |
| ----------------------- | ----------- | ------- | -------- |
| Ariunsanaagiin Enkhtuul | 10 km       | 37:02,5 | 85.      |

Sprint
| Versenyző               | Versenyszám         | Selejtező | Selejtező | Negyeddöntő | Negyeddöntő | Elődöntő | Elődöntő | Döntő   | Helyezés |
| Versenyző               | Versenyszám         | Idő       | Hely.     | Idő         | Hely.       | Idő      | Hely.    | Idő     | Helyezés |
| ----------------------- | ------------------- | --------- | --------- | ----------- | ----------- | -------- | -------- | ------- | -------- |
| Batmönkhiin Achbadrakh  | Férfi egyéni sprint | 3:11,60   | 77.       | kiesett     | kiesett     | kiesett  | kiesett  | kiesett | 77.      |
| Ariunsanaagiin Enkhtuul | Női egyéni sprint   | 3:58,25   | 79.       | kiesett     | kiesett     | kiesett  | kiesett  | kiesett | 79.      |